# Salmi imprecatori
I salmi imprecatori, contenuti nel Libro dei Salmi della Bibbia ebraica (תנ"ך‎), sono quelli che invocano giudizio, calamità o la giustizia di Dio sui propri nemici o su coloro che si percepiscono come nemici di Dio. I maggiori salmi imprecatori includono il Salmo 69 e il Salmo 100, mentre i Salmi 5, 6, 11, 12, 35, 37, 40, 52, 54, 56, 58, 79, 83, 91, 109, 137, 139, e 143 sono pure considerati imprecatori. Come esempio, il Salmo 69:24 afferma verso Dio: "Riversa su di loro il tuo furore, li raggiunga l'ardore della tua ira"
I Salmi (in ebraico Tehilim‎?, תהילים, o "lodi"), sono considerati parte sia delle Scritture ebraiche che cristiane e servivano come l'antico "salterio" o "innario" usato nel tempio di Gerusalemme, nella sinagoga, o nel culto privato. 
Brani del Nuovo Testamento contengono citazioni dai Salmi imprecatori. Gesù di Nazareth viene mostrato citarli in Giovanni 15:25 e Giovanni 2:17, mentre l'apostolo Paolo cita dal Salmo 69 nella lettera ai Romani 11:9-10 e 15:3.

## Imprecazioni in altri luoghi della Bibbia

### Antico Testamento
Le imprecazioni nella Bibbia ebraica non sono limitate ai Salmi imprecatori. I Nevi'im (la letteratura profetica) pure ne contiene molte. Nei libri di Osea, Michea, e Geremia, per esempio, esse sono definite nella categoria dei "topoi imprecativi". Allo stesso modo nella Torah, nel terzo sermone di Mosè nel libro del Deuteronomio, Mosè viene mostrato nell'atto di elencare, in forma di litania, le maledizioni che sarebbero cadute su Israele se si fossero ribellati a Dio. Molte delle stesse maledizioni sono poi reiterate da Giosuè, circa 100 anni dopo la morte di Mosè.

### Nuovo Testamento
Il Nuovo Testamento contiene testi a carattere imprecatorio:
- In Matteo 23:13 "Ma guai a voi, scribi e farisei ipocriti! Perché chiudete il regno dei cieli davanti agli uomini; poiché né entrate voi né lasciate entrare coloro che stanno per entrarvi".
- Matteo 26:23–24 "Ed egli, rispondendo, disse: «Colui che ha intinto con me la mano nel piatto mi tradirà.Il Figlio dell'uomo certo se ne va secondo che è scritto di lui; ma guai a quell'uomo per mezzo del quale il Figlio dell'uomo è tradito! Sarebbe stato meglio per lui di non essere mai nato»".
- 1 Corinzi 16:22 "Se qualcuno non ama il Signor Gesù Cristo, sia anatema! Maran-atha."..
- Galati 1:8–9 "Ma anche se noi o un angelo dal cielo vi predicasse un evangelo diverso da quello che vi abbiamo annunziato, sia maledetto. Come abbiamo già detto, ora lo dico di nuovo: Se qualcuno vi predica un evangelo diverso da quello che avete ricevuto, sia maledetto.".
- Galati 5:12 "Oh, si facessero pur anche mutilare coloro che vi turbano!".
- 2 Timoteo 4:14 "Alessandro, il ramaio, mi ha fatto molto male; gli renda il Signore secondo le sue opere"
- Apocalisse 6:10 "e gridarono a gran voce dicendo: «Fino a quando aspetti, o Signore, che sei il Santo e il Verace, a fare giustizia del nostro sangue sopra coloro che abitano sulla terra?»".

## Contesto e significato
Nella Bibbia, i brani imprecatori hanno presentato per gli studiosi una varietà di questioni interpretative ed etiche. Alcuni di essi sostengono che lo scopo di queste imprecazioni fosse quello di espressamente allarmare e che coloro che invocavano le imprecazioni nei Salmi lo facessero con lo scopo di suscitare una sorta di catarsi individuale e di gruppo durante il culto nel tempio (vedasi il Tempio di Salomone), notando come esse provvedessero una sorta di sicurezza ontologica nell'uditorio principale dei Salmi, gli Israeliti, che erano una minoranza nell'ambito dell'antico mondo babilonese. Gli studiosi concordano ampianente sul fatto che i brani imprecatori non siano mai solo imprecatori, ma che debbano essere contestualizzati nel quadro di un messaggio di speranza, misericordia e benedizione. Più di ogni altra cosa, l'intenzione dei brani dai Profeti è quella di portare il popolo ad un ravvedimento nazionale o di gruppo da atti malvagi e ricondurre gli uditori a Dio. Le riforme liturgiche del Cattolicesimo romano in seguito al Concilio Vaticano II hanno condotto alla rimozione di alcuni fra i Salmi imprecatori dall'Ufficio divino o alla revisione per l'uso liturgico di alcuni fra i brani più problematici. Lo stesso avviene sovente nelle chiese evangeliche, dove si preferisce evitare di leggere o di cantare testi biblici imprecatori spesso per l'imbarazzo che causano o per una percepita non conformità allo spirito del vangelo.
Sono state proposte diverse teorie su come interpretare questi Salmi, giustificare la loro inclusione nella Bibbia, o sul come applicarli alla vita. Queste teorie includono la nozione che le maledizioni siano allegoriche, catartiche, appartenenti ad una particolare dispensazione (periodo di tempo), citazioni di nemici, incantesimi, profezie, parole del Messia, o espressioni di dipendenza.
Grazia Papola scrive al riguardo: "I Salmi di vendetta consentono di mettere in evidenza anche un altro determinante aspetto della preghiera salmica. Gli oranti credono, infatti, che nella preghiera si possa dire ogni cosa, se la si dice a Dio, anche la violenza, che così è posta davanti a Dio, nelle sue mani. Mentre normalmente si cerca di negare o reprimere il sentimento della vendetta, questi testi lasciano intuire che riconoscere di essere umani, fino al desiderio di vendetta, rende capaci di inventare altre soluzioni alla violenza che abita nel cuore di ogni uomo. Essi tracciano un cammino, quello di una parola proferita a Dio, che umanizza ciò che rischia di restare disumano".